# Deborah Kara Unger
Deborah Kara Unger (sinh 12 tháng 5 năm 1966) là một diễn viên Canada.

## Danh mục phim
| Năm  | Tên phim                            | Vai diễn              | Ghi chú                                                    |
| ---- | ----------------------------------- | --------------------- | ---------------------------------------------------------- |
| 1989 | Bangkok Hilton                      | Astra                 | Phim truyền hình bộ ít tập                                 |
| 1990 | Till There Was You                  | Anna Vivaldi          |                                                            |
| 1990 | Breakaway                           | Marion                |                                                            |
| 1990 | Prisoners of the Sun                | Sister Littell        |                                                            |
| 1992 | Whispers in the Dark                | Eve Abergray          |                                                            |
| 1993 | Hotel Room                          | Sasha                 | Phim truyền hình bộ ít tập, 1 Tập, "Getting Rid of Robert" |
| 1994 | State of Emergency                  | Sue Payton            | Phim truyền hình                                           |
| 1994 | Highlander III: The Final Dimension | Alex Johnson/Sarah    |                                                            |
| 1996 | Crash                               | Catherine Ballard     |                                                            |
| 1996 | No Way Home                         | Lorraine              |                                                            |
| 1996 | Keys to Tulsa                       | Vicky Michaels Stover |                                                            |
| 1997 | The Game                            | Christine             |                                                            |
| 1998 | Luminous Motion                     | Mom                   |                                                            |
| 1998 | The Rat Pack                        | Ava Gardner           | Phim truyền hình                                           |
| 1999 | Payback                             | Mrs. Lynn Porter      |                                                            |
| 1999 | The Weekend                         | Marian Kerr           |                                                            |
| 1999 | Sunshine                            | Maj. Carole Kovács    |                                                            |
| 1999 | The Hurricane                       | Lisa Peters           |                                                            |
| 2000 | Signs and Wonders                   | Katherine             |                                                            |
| 2002 | Ten Tiny Love Stories               | Seven                 |                                                            |
| 2002 | The Salton Sea                      | Colette               |                                                            |
| 2002 | Leo                                 | Caroline              |                                                            |
| 2002 | Between Strangers                   | Catherine             |                                                            |
| 2003 | Thirteen                            | Brooke LaLaine        |                                                            |
| 2003 | Fear X                              | Kate                  |                                                            |
| 2003 | Hollywood North                     | Sandy Ryan            |                                                            |
| 2003 | Stander                             | Bekkie Stander        |                                                            |
| 2003 | Emile                               | Nadia                 |                                                            |
| 2004 | Paranoia 1.0                        | Trish                 |                                                            |
| 2004 | A Love Song for Bobby Long          | Georgianna            |                                                            |
| 2005 | White Noise                         | Sarah Tate            |                                                            |
| 2005 | Jesus of Suburbia                   | Saint Jimmy's mother  | music video by Green Day                                   |
| 2006 | Things That Hang from Trees         | Connie Mae Wheeler    |                                                            |
| 2006 | Silent Hill                         | Dahlia Gillespie      |                                                            |
| 2006 | The Alibi                           | Dorothy               |                                                            |
| 2007 | Shake Hands with the Devil          | Emma                  |                                                            |
| 2007 | 88 Minutes                          | Carol Lynn Johnson    |                                                            |
| 2009 | Walled In                           | Mary                  |                                                            |
| 2009 | Messages Deleted                    | Det. Lavery           |                                                            |
| 2009 | Angel and the Badman                | Temperance            | Phim truyền hình                                           |
| 2010 | Transparency                        | Danielle              |                                                            |
| 2010 | The Way                             | Sarah                 |                                                            |
| 2010 | Sophie                              | Tina Bradshaw         |                                                            |
| 2011 | Combat Hospital                     | Major Grace Pedersen  | 13 Tậps, first role in Phim truyền hình bộ                 |
| 2011 | Samuel Bleak                        | Roselyn Ramirez       |                                                            |
| 2011 | The Maiden Danced to Death          | Lynn Court            |                                                            |
| 2011 | 186 Dollars to Freedom              | Consul Powers         |                                                            |
| 2012 | Silent Hill: Revelation 3D          | Dahlia Gillespie      |                                                            |
| 2012 | Fury                                | Helena                |                                                            |
| 2012 | The Truth                           | Morgan Swinton        |                                                            |

## Giải thưởng
| Năm  | Kết quả   | Giải thưởng                                   | Hạng mục                                             | Tên phim          |
| ---- | --------- | --------------------------------------------- | ---------------------------------------------------- | ----------------- |
| 2000 | Đoạt giải | Seattle International Film Festival           | Citation of Excellence for Ensemble Cast Performance | The Weekend       |
| 2000 | Đề cử     | Genie Awards                                  | Best Performance by an Actress in a Supporting Role  | Sunshine          |
| 2003 | Đề cử     | Genie Awards                                  | Best Performance by an Actress in a Leading Role     | Between Strangers |
| 2003 | Đoạt giải | Dubrovnik International Film Festival         | Libertas Award                                       |                   |
| 2003 | Đề cử     | Sonoma Valley Film Festival                   | Imagery Honors Award                                 |                   |
| 2004 | Đoạt giải | Method Fest                                   | Nữ diễn viên chính xuất sắc nhất                     | Emile             |
| 2005 | Đoạt giải | Málaga International Week of Fantastic Cinema | Nữ diễn viên chính xuất sắc nhất                     | One Point O       |
| 2010 | Đoạt giải | Action on Film International Film Festival    | Half-Life Award                                      |                   |